# ربیع مروه
ربیع مروه (عربی: ربيع مروة؛ زادهٔ ۱۹۶۷) هنرپیشه، نمایش‌نامه‌نویس، هنرهای تجسمی اهل لبنان است. او نمایش‌های تئاتر بسیاری را در شهرهای مختلف اجرا کرده است.